# Eduardo Alcobé y Arenas
Eduardo Alcobé y Arenas (en catalán, Eduard Alcobé i Arenas; 14 de julio de 1867- 1 de octubre de 1945) fue un físico español, especializado en meteorología y profesor de la Universidad de Barcelona. Fue presidente de la Real Academia de Ciencias y Artes de Barcelona entre 1916 y 1924, y entre 1939 y 1945. Es el padre del antropólogo y político Santiago Alcobé Noguer.

## Biografía
Eduardo Alcobé y Arenas nació en Barcelona en 1867. Realiza una licenciatura en ciencias físico-matemáticas y físico-químicas en la Universidad de Barcelona y un doctorado en Madrid.
Después de graduado ejerce como profesor auxiliar en el Insituto de segunda enseñanza en Huesca y luego en el Instituto de Barcelona, en el que también enseño el idioma alemán.
En 1892, participa a las Oposiciones y obtiene la cátedra de física y química del Real Instituto de Jovellanos. En 1897 se traslada para ejercer la cátedra de física en la facultad de ciencias de la Universidad de Granada que obtuvo por oposición, y más adelante obtiene también la cátedra de física en la facultad de ciencias de la Universidad de Zaragoza.
Desde 1901 hasta su jubilación en 1940, fue catedrático de la Universidad de Barcelona, institución en la que también desempeñó el cargo de vicerrector.
Alcobé y Arenas dirigió el Observatorio Meteorológico de la Universidad de Barcelona entre 1901 y 1928, y en 1928 fue nombrado inspector del Centro Meteorológico de Barcelona.
En 1927, junto con Blas Cabrera, fue uno de los dos españoles que participaron al congreso internacional de física en Como, Italia, en el centenario de la muerte de Alessandro Volta, donde Niels Bohr presentó el principio de complementariedad de la mecánica cuántica. Alcobé y Arenas presentó en esta ocasión un análisis histórico sobre el precursor del telégrafo inventado por Francisco Salvá.
Alcobé y Arenas ayudó a la introducción de la mecánica cuántica en España.  en 1931, escribió un artículo sobre la relación de incertidumbre de Heisenberg.
También fue el traductor al español de los libros de texto del alemán Theodor Wulf.
Entre sus estudiantes se encuentran el astrónomo Isidro Pólit, que fue su successor en la Universidad de Barcelona, y Rafael Marin Sanz (1889 –1939), meteorólogo que fue su succesor en el Centro Meteorológico de Barcelona.
Eduardo Alcobé y Arenas muere en Barcelona en 1945.

## Honores
Alcobé y Arenas recibió doctorados honoris causa de la Universidad de Padua y de la Universidad de Montpellier. También fue condecorado oficial de instrucción púlblica de la Orden de las Palmas Académicas y caballero de la Legión de Honor.

## Libros de texto
- Alcobé y Arenas, Eduardo (1893). Primeras nociones de química. Gijón.[9]
- Alcobé y Arenas, Eduardo (1904). Introducción a un curso de física general. Barcelona: Pedro Ortega.[10]
- Alcobé y Arenas, Eduardo (1910). Curso de física general. Barcelona: Pedro Ortega.[11]